# Varine
Varine este un sat din comuna Pljevlja, Muntenegru. Conform datelor de la recensământul din 2003, localitatea are 55 de locuitori (la recensământul din 1991 erau 78 de locuitori).

## Demografie
În satul Varine locuiesc 49 de persoane adulte, iar vârsta medie a populației este de 51,0 de ani (49,7 la bărbați și 52,1 la femei). În localitate sunt 18 gospodării, iar numărul mediu de membri în gospodărie este de 3,06.
Populația localității este foarte eterogenă.
|  |

| Demografie | Demografie | Demografie |
| An         | Locuitori  | Locuitori  |
| ---------- | ---------- | ---------- |
|            |            |            |
|            |            |            |
|            |            |            |
|            |            |            |
| 1948       | 146        |            |
| 1953       | 203        |            |
| 1961       | 218        |            |
| 1971       | 197        |            |
| 1981       | 137        |            |
| 1991       | 78         | 78         |
| 2003       | 55         | 55         |

| \| Componența etnică conform recensământului din 2003[2] \| Componența etnică conform recensământului din 2003[2] \| Componența etnică conform recensământului din 2003[2] \| Componența etnică conform recensământului din 2003[2] \| Componența etnică conform recensământului din 2003[2] \| \| ----------------------------------------------------- \| ----------------------------------------------------- \| ----------------------------------------------------- \| ----------------------------------------------------- \| ----------------------------------------------------- \| \| \| \| \| \| \| \| Sârbi \| Sârbi \| \| 33 \| 60% \| \| Muntenegreni \| Muntenegreni \| \| 15 \| 27,27% \| \| Iugoslavi \| Iugoslavi \| \| 6 \| 10,9% \| \| necunoscută \| necunoscută \| \| 1 \| 1,81% \| |              |  |    |        |
| Componența etnică conform recensământului din 2003 |              |  |    |        |
| |              |  |    |        |
| Sârbi | Sârbi        |  | 33 | 60%    |
| Muntenegreni | Muntenegreni |  | 15 | 27,27% |
| Iugoslavi | Iugoslavi    |  | 6  | 10,9%  |
| necunoscută | necunoscută  |  | 1  | 1,81%  |